# Vectius niger
Vectius niger là một chi nhện trong họ Gnaphosidae. Chúng được mô tả đầu tiên bởi Eugène Simon năm 1897, và chỉ tìm thấy ở Brazil, Paraguay, và Argentina.